# Uiakatsi
Uiakatsi (est. Uiakatsi järv) – jezioro w Estonii, w prowincji Põlvamaa, w gminie Kanepi. Położone jest na południe od wsi Rebaste. Ma powierzchnię 19,3 ha, linię brzegową o długości 2210 m, długość 900 m i szerokość 290 m. Należy do pojezierza Kooraste (est. Kooraste järved). Sąsiaduje z jeziorami Vaaba, Aalupi, Hatsikõ, Kooraste Suurjärv.